# Walter John Burton
Walter John Burton (1836 Leicester, Anglie – 1880) byl novozélandský fotograf působící během 19. století a spolumajitel firmy Burton Brothers.

## Životopis
Burton se narodil v Leicesteru v Anglii. Jeho otec John Burton byl prominentním fotografem a jeho firma John Burton and Sons byla sponzorována královnou Viktorií a dalšími členy královské rodiny.
Burton emigroval na Nový Zéland v roce 1866 a založil fotografické studio s názvem Velký fotografický salon a galerie na Princes Street, Dunedin. Podnik se ukázal být tak úspěšný, že měl více práce, než dokázal zvládnout, takže v roce 1868 požádal svého bratra Alfreda Henryho Burtona, aby emigroval a připojil se do společného podniku.
Burton se soustředil na studiové portréty, zatímco jeho bratr hodně cestoval a fotografoval krajiny a místní lidi. Přes jejich počáteční úspěch, v roce 1877 partnerství Alfreda a Waltera skončilo. Walter navštívil Evropu, aby se seznámil s novým fotografickým vývojem, zatímco Alfred převzal firmu.
Po návratu na Nový Zéland v roce 1878 založil Burton další fotografické studio - opět v Dunedinu a znovu se zaměřil na studiové portrétování. Tento obchod nebyl tak úspěšný jako Burton Brothers, protože často nechal své zákazníky čekat, fotografie byly často zpackané, takže musely být fotografovány znovu a zákazníci často ztráceli dobrou náladu. Byl také těžkým pijanem. Podnikání upadalo a v roce 1880, ve věku čtyřiceti čtyř let, spáchal sebevraždu. Má se za to, že spolkl smrtící dávku kyanidu draselného, což je chemikálie používaná ve fotografickém procesu.
Burton byl sice skvělý portrétní fotograf, ale pověst společnosti Burton Brothers byla skvělá především díky jeho bratrovi Alfredu Henrymu Burtonovi za jeho práci v krajině a etnografické studie.